# Rodrigo Caio
Rodrigo Caio Coquette Russo (Dracena, 17 agosto 1993) è un ex calciatore brasiliano con passaporto italiano, di ruolo difensore. Campione olimpico con la nazionale brasiliana a Rio 2016.

## Carriera

### Club
Dopo aver trascorso sei anni nelle giovanili del San Paolo, debutta in prima squadra il 26 giugno 2011 grazie all'allenatore Paulo César Carpegiani.
Il 12 giugno 2015 è vicino al passaggio al Valencia per 12,5 milioni di €, ma il trasferimento non è avvenuto dopo che il giocatore non ha superato un esame medico.
Il 25 agosto 2016, viste le sue ascendenze, ottiene anche la  cittadinanza italiana.
Il 29 dicembre 2018, dopo 212 presenze e 11 gol con il San Paolo, il 45% del suo cartellino viene acquistato per 6 milioni di euro dal Flamengo con cui firma un contratto quadriennale.

### Nazionale
Viene convocato per la Copa América Centenario negli Stati Uniti e, nello stesso anno, per le Olimpiadi 2016 in Brasile.

## Statistiche

### Cronologia presenze e reti in nazionale
| Cronologia completa delle presenze e delle reti in nazionale ― Brasile | Cronologia completa delle presenze e delle reti in nazionale ― Brasile | Cronologia completa delle presenze e delle reti in nazionale ― Brasile | Cronologia completa delle presenze e delle reti in nazionale ― Brasile | Cronologia completa delle presenze e delle reti in nazionale ― Brasile | Cronologia completa delle presenze e delle reti in nazionale ― Brasile | Cronologia completa delle presenze e delle reti in nazionale ― Brasile | Cronologia completa delle presenze e delle reti in nazionale ― Brasile |
| Data                                                                   | Città                                                                  | In casa                                                                | Risultato                                                              | Ospiti                                                                 | Competizione                                                           | Reti                                                                   | Note                                                                   |
| ---------------------------------------------------------------------- | ---------------------------------------------------------------------- | ---------------------------------------------------------------------- | ---------------------------------------------------------------------- | ---------------------------------------------------------------------- | ---------------------------------------------------------------------- | ---------------------------------------------------------------------- | ---------------------------------------------------------------------- |
| 29-5-2016                                                              | Commerce City                                                          | Panama                                                                 | 0 – 2                                                                  | Brasile                                                                | Amichevole                                                             | -                                                                      | 79’                                                                    |
| 25-1-2017                                                              | Rio de Janeiro                                                         | Brasile                                                                | 1 – 0                                                                  | Colombia                                                               | Amichevole                                                             | -                                                                      | 90+1’                                                                  |
| 13-6-2017                                                              | Melbourne                                                              | Australia                                                              | 0 – 4                                                                  | Brasile                                                                | Amichevole                                                             | -                                                                      |                                                                        |
| 5-9-2017                                                               | Barranquilla                                                           | Colombia                                                               | 1 – 1                                                                  | Brasile                                                                | Qual. Mondiali 2018                                                    | -                                                                      | 90+4’                                                                  |
| 13-10-2020                                                             | Lima                                                                   | Perù                                                                   | 2 – 4                                                                  | Brasile                                                                | Qual. Mondiali 2022                                                    | -                                                                      | 12’                                                                    |
| Totale                                                                 |                                                                        | Presenze                                                               | 5                                                                      |                                                                        | Reti                                                                   | 0                                                                      |                                                                        |

## Palmarès

### Club

#### Competizioni statali
- Campionato Carioca: 3

Flamengo: 2019, 2020, 2021

#### Competizioni nazionali
- Campionato brasiliano: 2

Flamengo: 2019, 2020
- Supercoppa del Brasile: 2

Flamengo: 2020,  2021
- Coppa del Brasile: 1

Flamengo: 2022

#### Competizioni internazionali
- Coppa Sudamericana: 1

San Paolo: 2012
- Coppa Libertadores: 2

Flamengo: 2019, 2022
- Recopa Sudamericana: 1

Flamengo: 2020

### Nazionale
- Torneo di Tolone: 1

Tolone 2014
- Oro olimpico: 1

Rio de Janeiro 2016

### Individuale
- Miglior giocatore del Torneo di Tolone: 1

2014